# Brand in de Grenfell Tower
Op 14 juni 2017 brak er in de Londense wijk Kensington kort voor 1 uur 's nachts lokale tijd brand uit op een van de benedenverdiepingen van de Grenfell Tower, een woontoren met 24 verdiepingen. Deze brand verspreidde zich zeer snel naar alle hoger gelegen verdiepingen en door het hele gebouw. Ten minste 72 doden en 77 gewonden waren het gevolg.
Honderden brandweerlieden en 45 brandweerwagens werden ingezet om de brand te blussen. Ongeveer veertig gezinnen brachten de nacht in een noodaccommodatie door.
Volgens schattingen kunnen er ten tijde van de brand rond de 600 personen aanwezig zijn geweest in de 120 appartementen (met een of twee slaapkamers). Het gebouw was in 2016 gerenoveerd, waarbij onder meer nieuwe gevelbeplating was aangebracht. Deze gevelplaten hebben mogelijk bijgedragen aan de snelle verspreiding van de brand.

## Oorzaak en brandveiligheid
De oorzaak van de brand was een defect aan een koel-vriescombinatie. Over de brandveiligheid van deze flat bestond al sinds 1999 twijfel. Burgemeester van Londen Sadiq Khan bekritiseerde de veiligheidsinstructie die mensen adviseerde om bij brand in hun appartement te blijven.
Vrijwel meteen na de brand ontstond discussie over de brandveiligheid van woontorens.
De "Grenfell Action Group" waarschuwde sinds 2013 de eigenaar van het gebouw, de Royal Borough of Kensington and Chelsea (RBKC) en de Kensington and Chelsea Tenant Management Organisation, voor de veiligheidsrisico's van het gebouw. Deze negeerden volgens de actiegroep de waarschuwingen.
Op 23 juni werden vijf torenflats in Londen ontruimd vanwege brandgevaar. Deze flats hadden dezelfde brandgevaarlijke gevelbekleding als de Grenfell Tower.
Volgens het definitieve onderzoeksrapport waren alle 72 sterfgevallen te voorkomen.

## Foto's

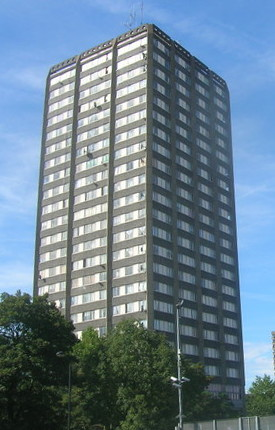
Grenfell Tower in 2009
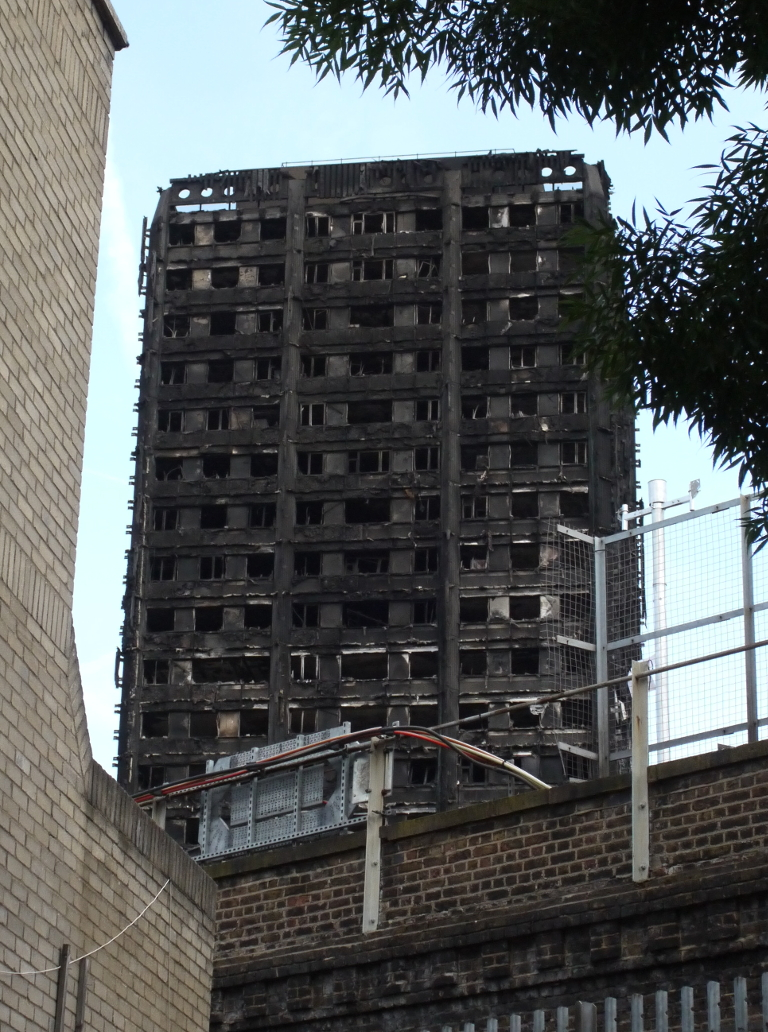
Na de brand